# Шалкар (Коргалжинский район)
Шалкар (каз. Шалқар) — село в Коргалжынском районе Акмолинской области Казахстана. Административный центр Кызылсайского сельского округа.  Код КАТО — 116045100.

## География
Село расположено в южной части района, возле одноимённого озера, на расстоянии примерно 21 километров (по прямой) к югу от административного центра района — села Коргалжын.
Абсолютная высота — 316 метров над уровнем моря.
Климат холодно-умеренный, с хорошей влажностью. Среднегодовая температура воздуха положительная и составляет около 4,8°С. Среднемесячная температура воздуха в июле достигает +21,6°С. Среднемесячная температура января составляет около -14,1°С. Среднегодовое количество осадков составляет около 360 мм. Основная часть осадков выпадает в период с июня по июль.
Ближайшие населённые пункты: село Ушсарт — на юго-востоке, село Уркендеу — на севере.

### Улицы[4]
- ул. Абая Кунанбаева,
- ул. Бауыржан Момышулы,
- ул. Жумабай Ташенова,
- ул. Каскатау.

Всего — 4 улиц.

## Население
В 1989 году население села составляло 1111 человек (из них казахи — 100%).

В 1999 году население села составляло 867 человек (447 мужчин и 420 женщин). По данным переписи 2009 года в селе проживало 455 человек (239 мужчин и 216 женщин).
| Численность населения | Численность населения | Численность населения |
| 1989                  | 1999                  | 2009                  |
| --------------------- | --------------------- | --------------------- |
| 1111                  | ↘867                  | ↘455                  |